# Nanchang CJ-6

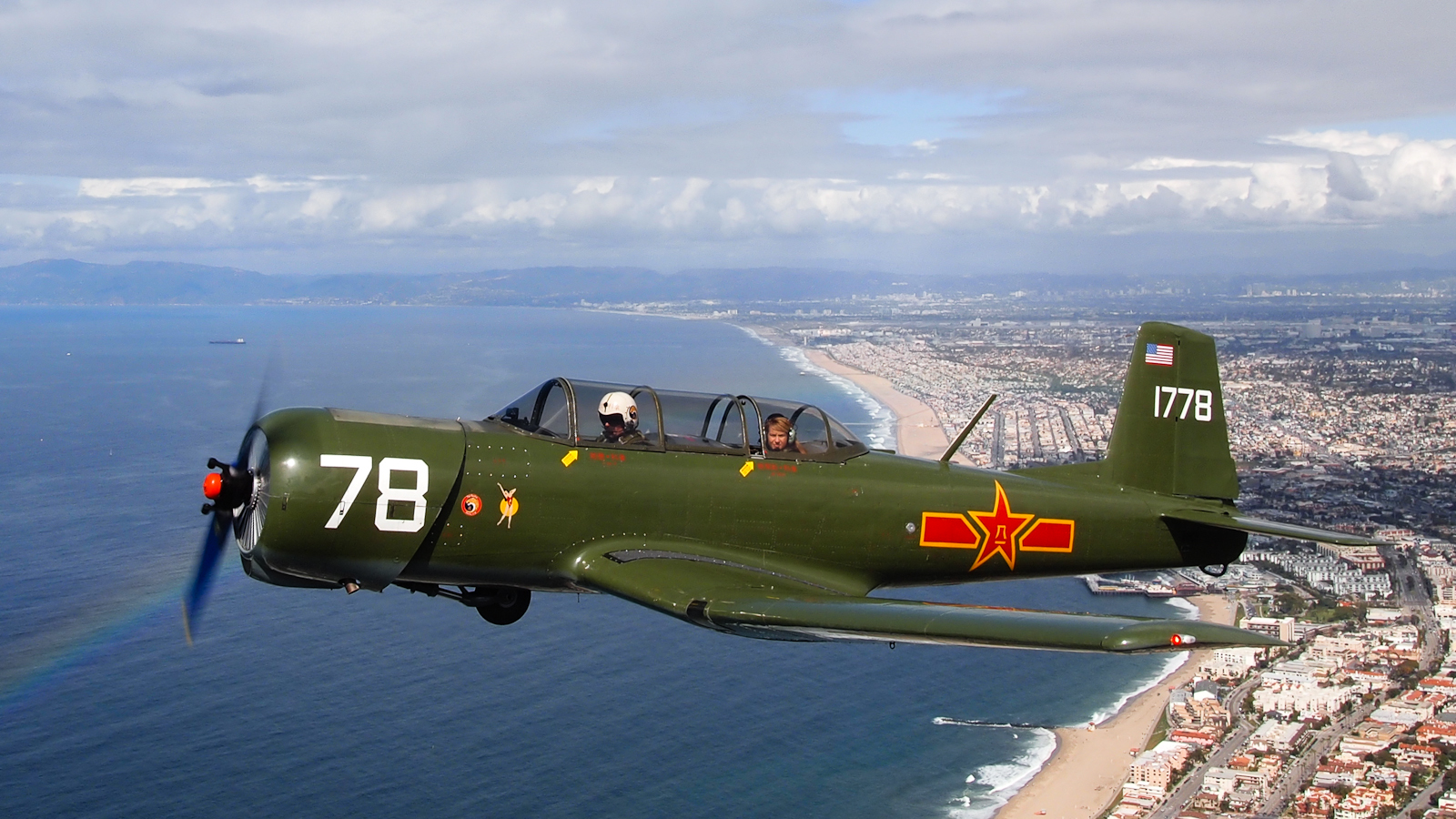
CJ-6A volando sobre la costa de California

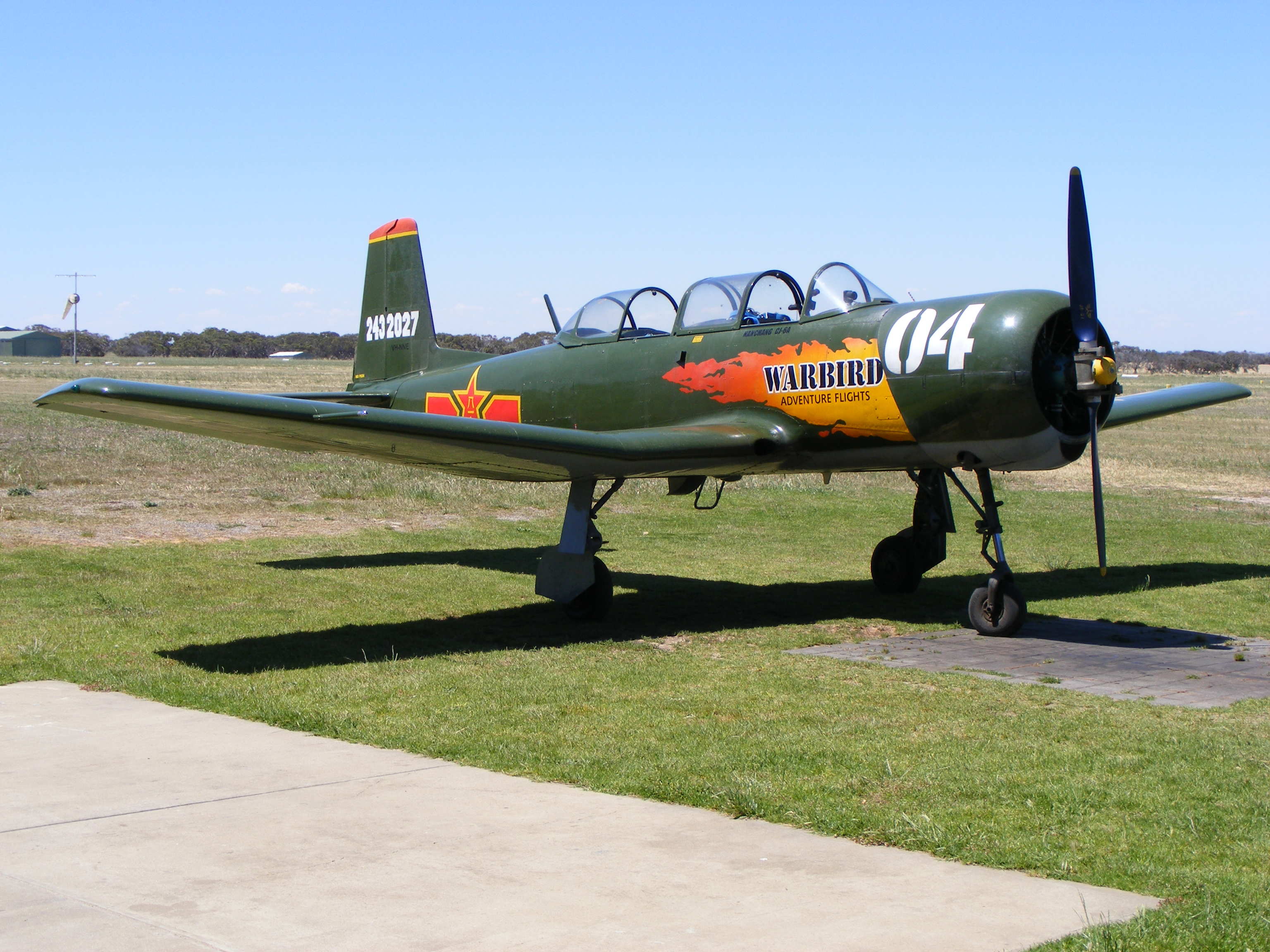
CJ-6 (VH-NNE) usado por la compañía acrobática Warbirds en el Aeropuerto de Goolwa, Australia Meridional.

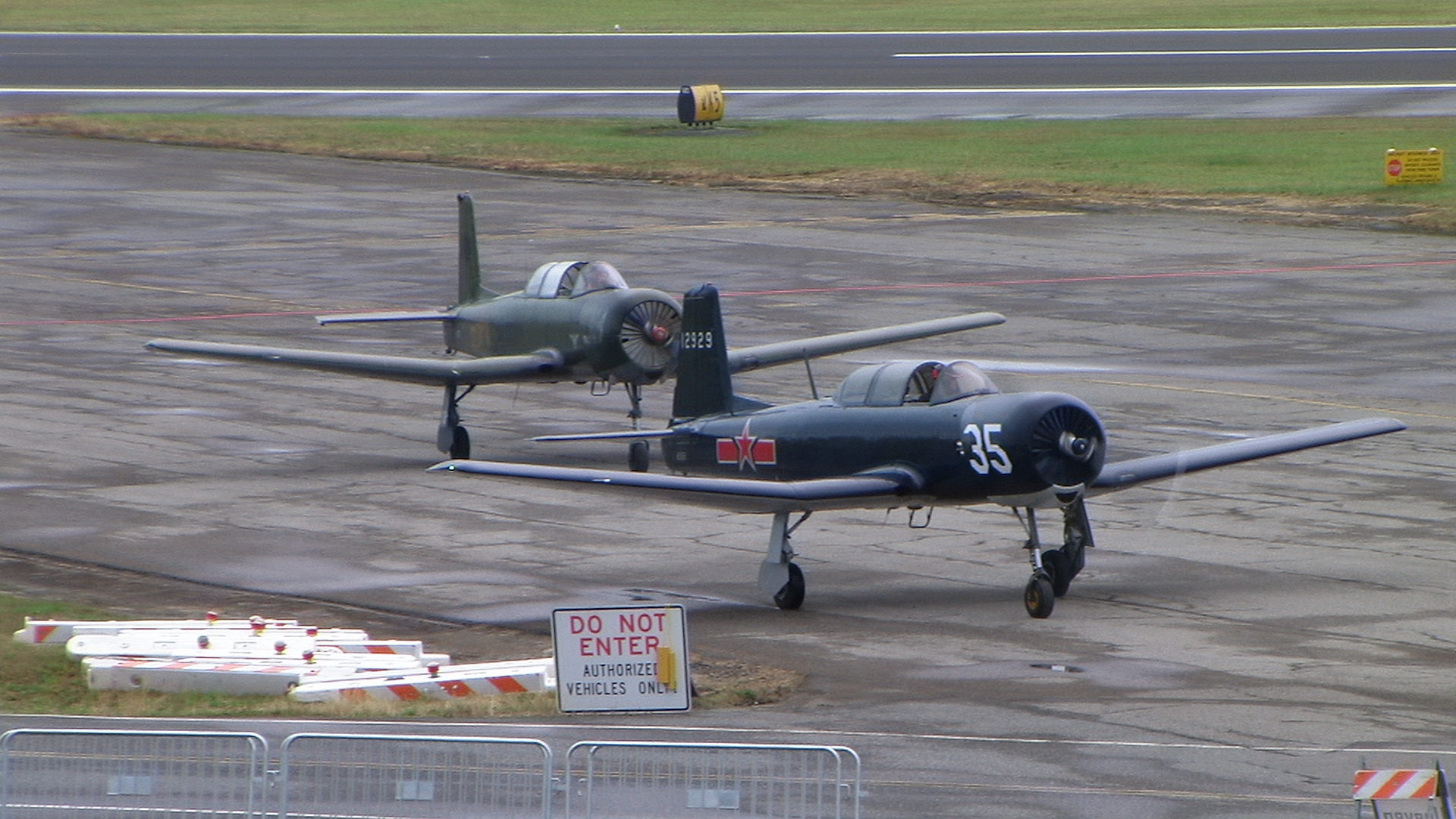
par de CJ-6 en el Aeropuerto de Paine Field.

El Nanchang CJ-6 es un avión diseñado y construido en China para el uso de la Fuerza Aérea del Ejército Popular de Liberación, como entrenador básico.

## Desarrollo
El CJ-6 es una versión china del Yakovlev Yak-18A. Su predecesor, el Nanchang CJ-5, era una versión cunstruida bajo licencia del Yak-18. Sin embargo, los avances en la formación de pilotos trajo la necesidad de un nuevo avión con un rendimiento mejorado y un tren de aterrizaje triciclo. Cuando la Unión Soviética desarrolló el Yak-18A, los ingenieros de FAEPL decidieron que su rendimiento y el diseño no era adecuado para las necesidades de China. Algunos diseñadores importantes de aviones chinos estuvieron involucrados en la tarea de diseño de la CJ-6, Lin Jiahua (diseñador de la fábrica de aviones Nanchang, que participó con anterioridad en el proyecto de diseño de CJ5), Xu Xunshou (miembro clave equipo de diseño del avión de combate J-7/J-8 en la década de 1970) y Zhiqian Huang (jefe de diseño del avión de combate J-8).
A finales de 1957 los Ingenieros Aeronáuticos Cheng Bushi y Jiahua Lin comenzaron a trabajar en Shenyang en un diseño de entrenador que abordó los defectos del Yak-18A. El diseño entregado contó con un fuselaje semi-monocasco de aluminio, con remaches por todas partes, e introdujo una modificación de diseño aerodinámico del ala Clark con diedro pronunciado en las secciones exteriores. Las pruebas de túnel de viento valida el diseño, y en mayo de 1958, el programa fue transferido a la fábrica de aviones Nanchang, donde el Ingeniero Jefe de Goa Zhenning inició la producción de la CJ-6. El primer vuelo de la CJ-6 se completó el 27 de agosto de 1958 por Lu Maofan y Él Yinxi.
La energía para el prototipo fue proporcionada por un motor de pistones horizontales opuestos de construcción Checa, pero las pruebas de vuelo manifestaron la necesidad de más potencia, por lo que una versión china del motor de fabricación Soviética IA-14P radial de 260 HP, sustituyó al Housai HS-6, junto con una hélice de juego, y con ese cambio el CJ-6 fue aprobado para su producción en masa. En 1965, el motor HS-6 fue aumentado a 285 caballos de fuerza y renombrado SA-6A, y la aeronave equipada con el nuevo motor se designó cómo CJ-6A.
Una producción total estimada en más de 3.000 aviones CJ-6 suministrados para entrenamiento de la Fuerza Aérea, así como para la exportación a países como Albania, Bangladés, Camboya, Corea del Norte, Tanzania y Sri Lanka.
Se espera que el conjunto Hongdu / Yakovlov desarrollen CJ-7 Trainer (L-7), entrenador primario reemplazará CJ-6 en la Fuerza Aérea.
Una cosa a tener en cuenta es que el Nanchang CJ-6 hace un uso extensivo de la neumática para controlar la marcha, la extensión y la retracción de flaps al accionar los frenos y arranque del motor, cuando se inicia la recarga de aire del motor impulsados por la bomba del sistema, sin embargo, si la presión del aire es demasiado baja para arrancar el motor entonces el tanque de aire a bordo puede ser recargado por una fuente externa. Si no hay disponible una fuente externa, entonces el motor puede ser iniciado a mano pivotando la hélice.

## Variantes

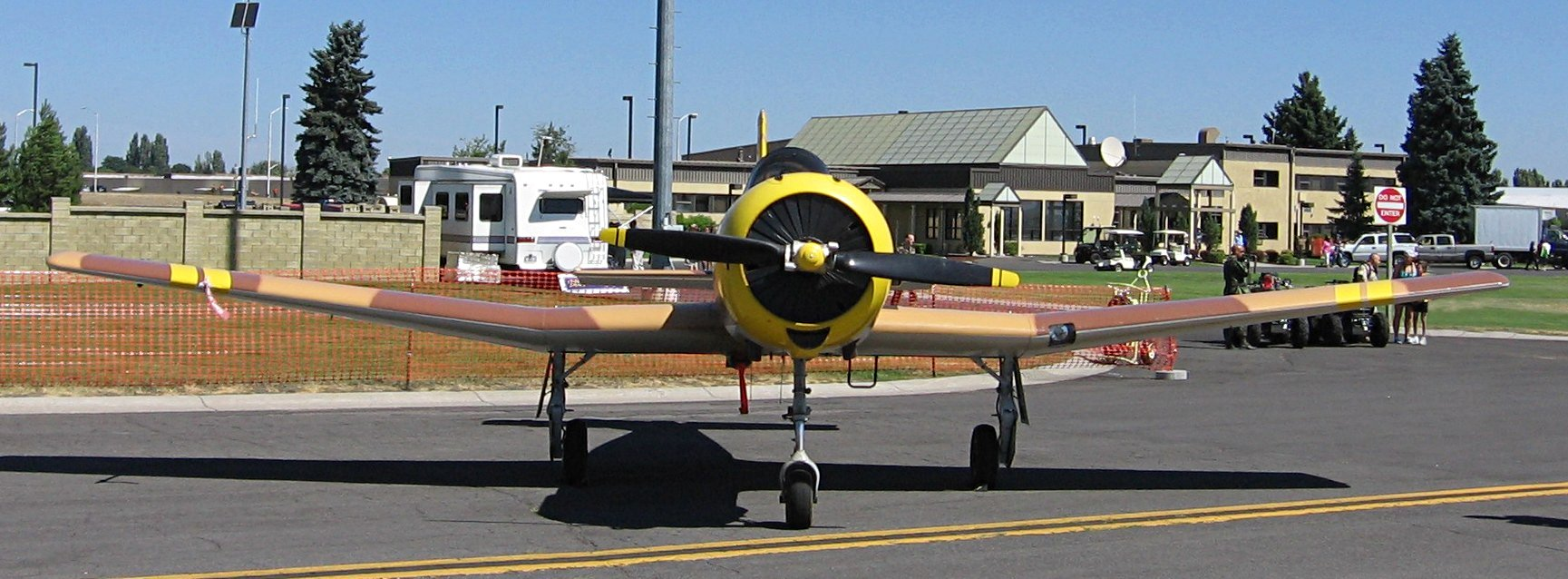
Nanchng Cj-6A en el Aeropuerto Internacional de Spokane durante el Show Aéreo de Spokane 2006

- Hongzhuan-502 (Hongzhuan-Artesano Rojo) Designación inicial de la producción de aviones CJ-6.
- CJ-6 avión de entrenamiento primario con dos asientos, impulsado por un motor de pistón radial Zhuzhou Huosai HS-6 de 260 caballos de fuerza.
- CJ-6A Versión mejorada, impulsado por un motor de pistón radial Zhuzhou Huosai SA-6A de 285 HP.
- CJ-6B Avión con dos asientos, hecho para patrulla fronteriza y armado, impulsado por un motor de pistón radial Zhuzhou Huosai HS-6D de 300 HP. Se construyeron pocos ejemplares.
- BT-6 versión de exportación del CJ-6.
- PT-6A Versión de exportación del CJ-6A.
- Haiyan A (Haiyan - Petrel) Prototipo Haiyan. Su primer vuelo fue el 17 de agosto de 1985.
- Haiyan B Avión de un solo asiento usado para la agricultura, la fumigación aérea, lucha contra incendios, equipadas con una versión mejorada del motor de pistón radial Huosai HS-6 de 345 caballos de fuerza.
- Haiyan C Variante general para la aviación agraria y el vuelo libre.

## Usuarios

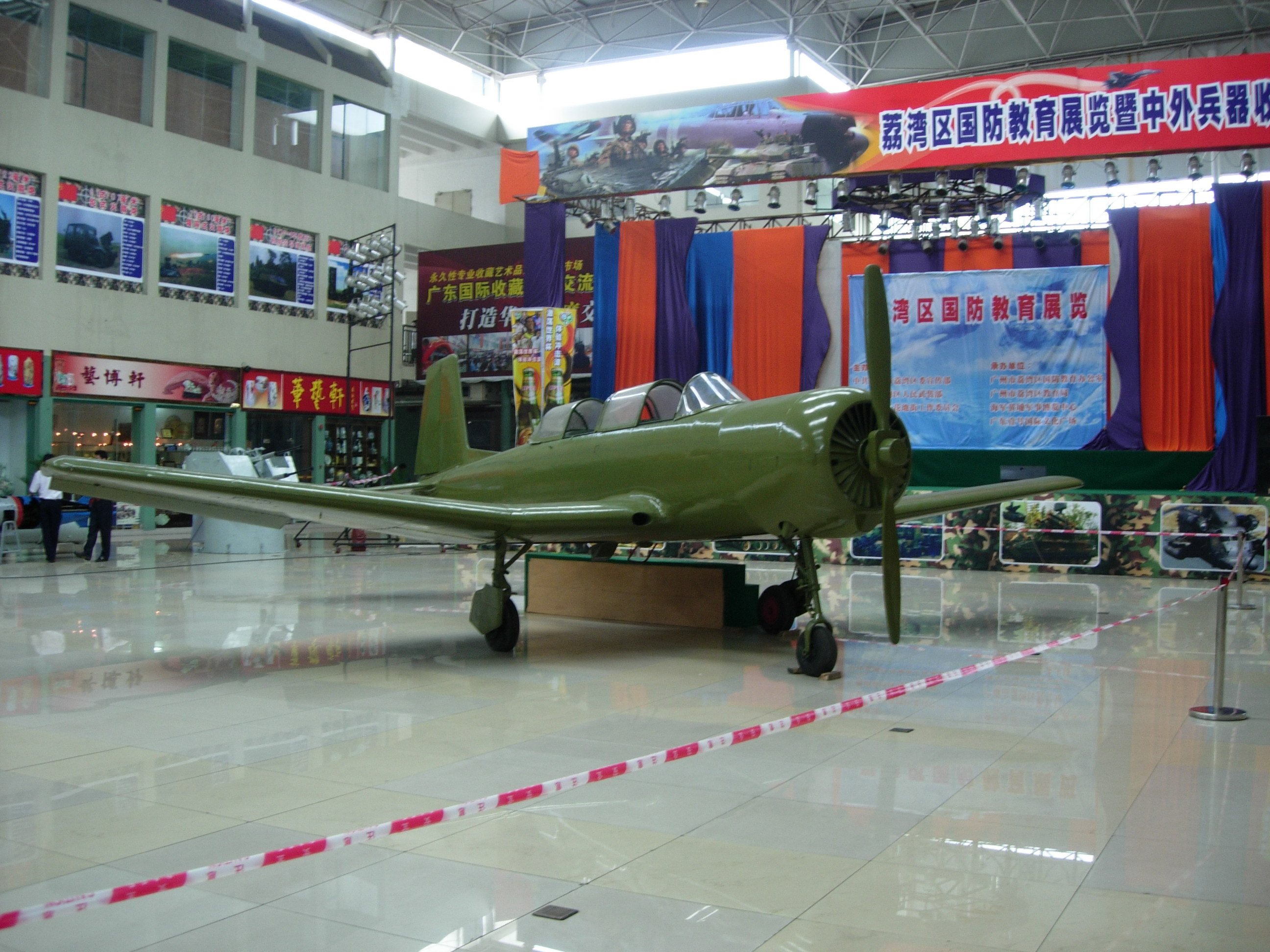
Entrenador CJ-6

### Militares
Albania
- Fuerza Aérea Albanesa

 Bangladés
- Fuerza Aérea Bangladesí

 Camboya
- Real Fuerza Aérea de Camboya

 Ecuador
- Fuerza Aérea de Ecuador

 China
- Fuerza Aérea del Ejército Popular de Liberación
- Armada del Ejército Popular de Liberación

 Corea del Norte
- Fuerza Aérea del Ejército Popular Coreano

 Laos,
- Fuerza Aérea del Ejército Popular de Liberación de Laos

 Sri Lanka
- Fuerza Aérea de Sri Lanka

 Tanzania
- Fuerza Aérea de Tanzania

 Zambia
- Fuerza Aérea de Zambia

### Uso Civil
Debido a su precio económico y una construcción robusta, el CJ-6A es un avión popular de pasatiempo. Ya que el CJ-6 en los Estados Unidos puede costar tan poco como 75 000 dólares. El avión aparece en el registro civil de los EE. UU., Australia, Reino Unido, Sudáfrica y otros países.

## Características generales
- Tripulación: Dos (estudiante e instructor)
- Longitud: 8,46 m (27 ft 9 in)
- Envergadura: 10,22 m (33 ft 6 in)
- Altura: 3,3 m (10 ft 8 in)
- Peso vacío: 1.095 kg (2.414 lb)
- Peso máximo al despegue: 1.400 kg (3.086 lb)
- Planta motriz: 1 × Zhouzhou (SMPMC) HS6A (diferentes variantes utiliza diferentes tipos) Motor radial, 213 kW (285 HP)

Rendimiento
- Velocidad de crucero: 300 km/h (160 nudos, 185 mph)
- velocidad máxima 370 km/h (200 nudos)
- Alcance: 700 km (372 nmi, 425 mi)
- Techo de vuelo: más de 6250 m (más de 20.500 pies)

Armamento
- 2 x ametralladoras 7,62 mm
- Estaciones de armas y puntos de anclaje bajo las alas
- Bombas
- lanzacohetes